# Prime luci dell'alba
Prime luci dell'alba è un film del 2000 diretto da Lucio Gaudino.
Il film, di produzione italiana, ha partecipato in concorso al Festival di Berlino 2000.

## Trama
Un paio di mesi dopo l'uccisione dei suoi genitori in un agguato di mafia, due fratelli si incontrano. Edo è un ingegnere affermato che ha abbandonato la Sicilia, mentre Saro ha molte idee ma è fragile.

## Distribuzione
La pellicola è uscita nelle sale nel giugno 2000.
Prime luci dell'alba si rivelò un colossale flop al botteghino: a fronte di un finanziamento statale di un miliardo e 249 milioni di Lire, pari a circa 645.000 €, incassò solamente circa 12.000 €.

## Riconoscimenti
- Festival di Berlino 2000 
  - Candidatura all'Orso d'oro
- Nastri d'argento 2000
  - Candidatura come miglior attore protagonista a Gianmarco Tognazzi e Francesco Giuffrida